# Rosyjska Biblioteka Narodowa

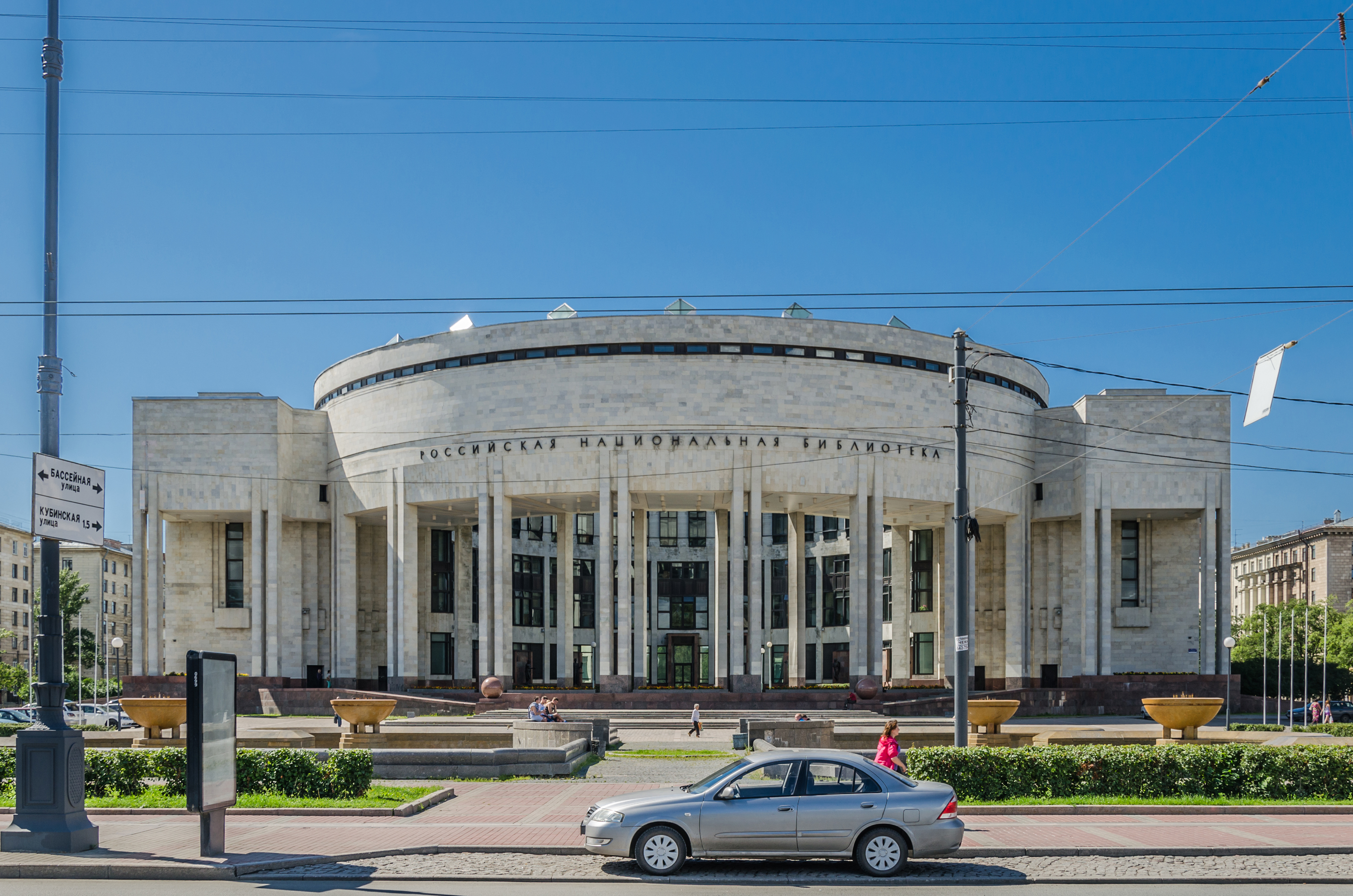
Nowy gmach biblioteki na Moskiewskim Prospekcie

Rosyjska Biblioteka Narodowa w Petersburgu, nazywana Państwową Publiczną Biblioteką Sałtykowa-Szczedrina w latach 1932–1992 (tj. w czasach ZSRR) – najstarsza publiczna biblioteka w Rosji. Nie należy jej mylić z Rosyjską Biblioteką Państwową znajdującą się w Moskwie.

## Historia
Założona została jako Carska Biblioteka Publiczna w roku 1795 przez Katarzynę Wielką, która przekazała bibliotece kolekcję księgozbiorów podarowanych jej przez Woltera i Diderota. Ta darowizna została uzupełniona zagrabionym zbiorem biblioteki Załuskich (420 tys. woluminów). Część polskich książek owego księgozbioru została przekazana Polsce przez Rosję Radziecką w 1921 roku, po zawarciu pokoju ryskiego (55 tys. drukowanych ksiąg). Po roku 1811 zasoby biblioteki zaczęły szybko wzrastać, ponieważ od każdej książki wydanej w Imperium Rosyjskim wysyłany był egzemplarz obowiązkowy. W 1914 biblioteka zawierała 3 miliony woluminów.
3 stycznia 1814 roku została udostępniona do publicznego użytku.
Od roku 1849 do 1861 prowadzona była przez Modesta von Korffa (1800–1876), szkolnego kolegę Puszkina z czasów liceum. W tym okresie biblioteka została wzbogacona o najstarsze rękopisy Nowego Testamentu (Kodeks Synajski) i Starego Testamentu (Kodeks Leningradzki). W 1868 roku do biblioteki dołączył najstarszy rękopis Koranu Uthman Qur'an.
W 1939 biblioteka została odznaczona Orderem Czerwonego Sztandaru Pracy (Орден Трудового Красного Знамени). W 1970 roku zbiory biblioteki przekraczały już 17 milionów woluminów. Nowoczesny budynek dla przechowywania ksiąg został wzniesiony przy Moskiewskim Prospekcie w latach 80. i 90. XX wieku.

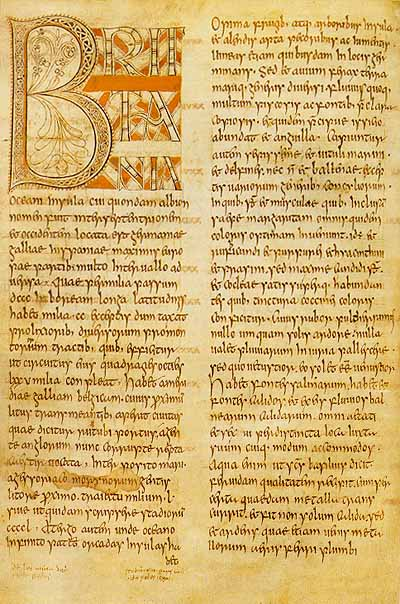
Petersburski rękopis Bedy (746)
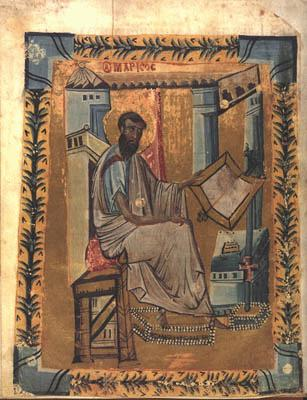
Ewangelie z Trapezuntu (X wiek)
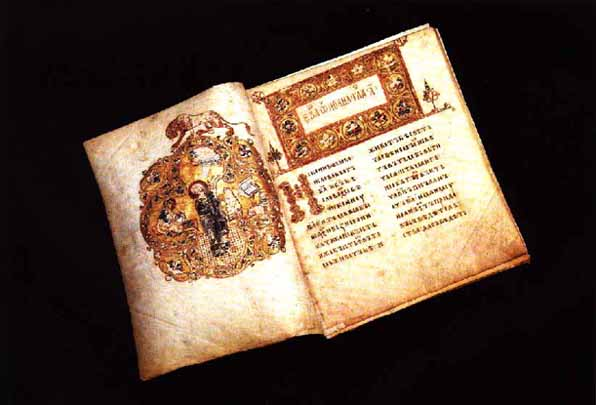
Ewangeliarz Ostromira (1056)
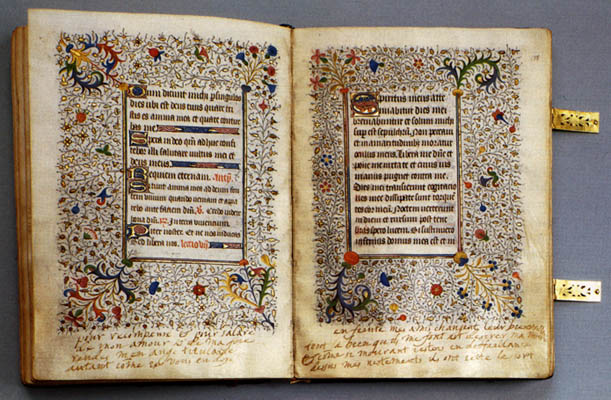
Brewiarz Marii Stuart (ok. 1490)
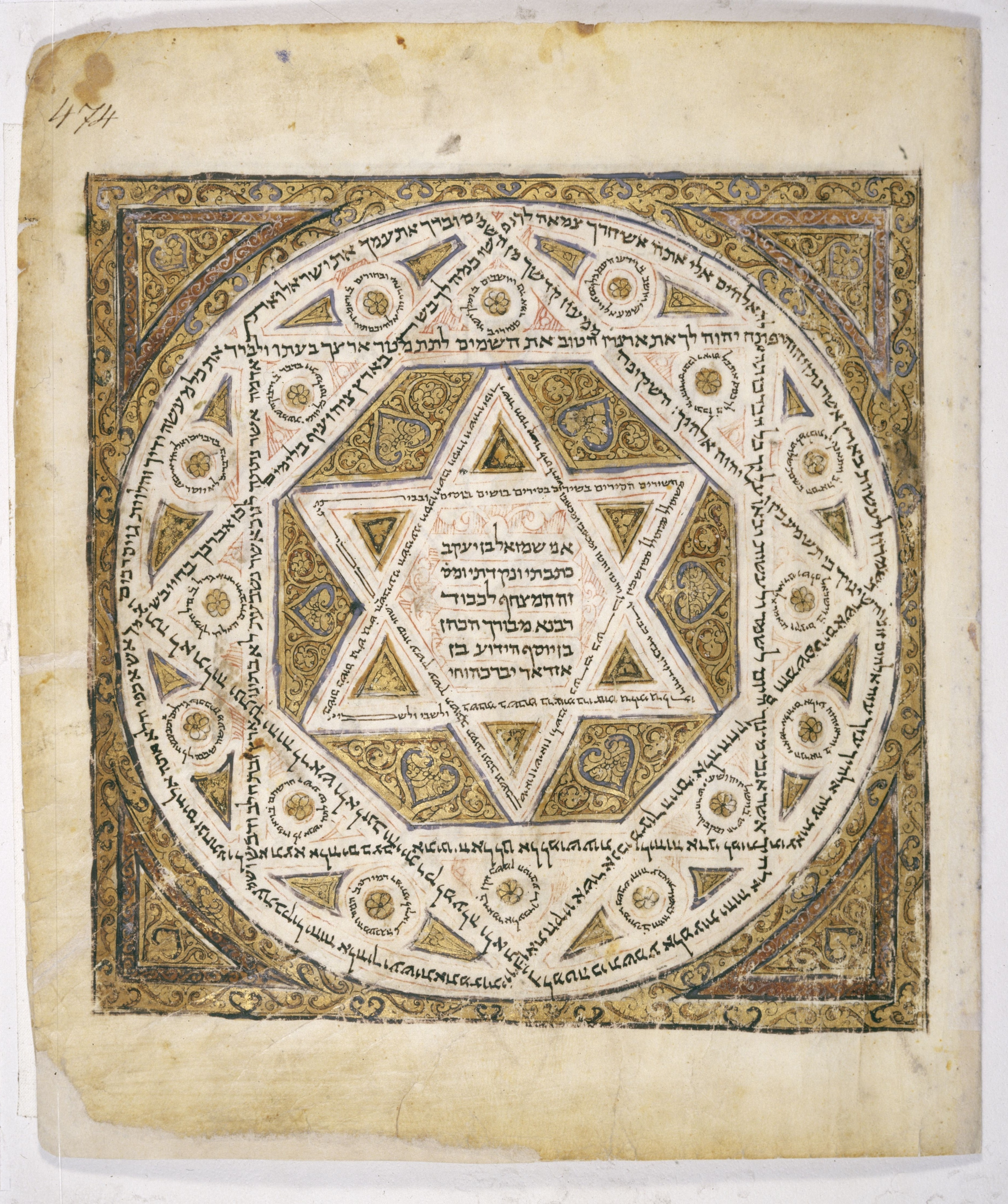
Kodeks Leningradzki (ok. 1010)
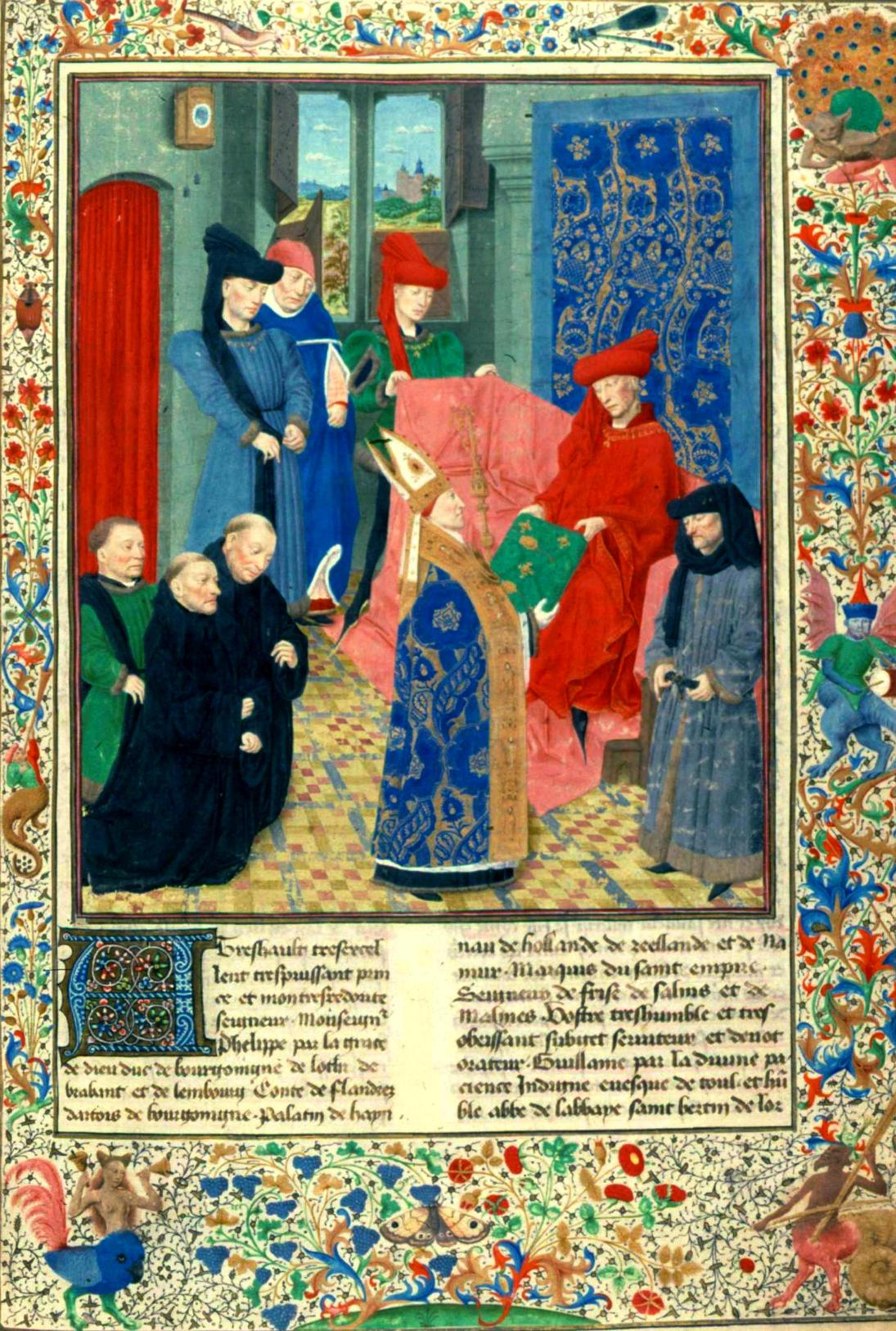
Wielka Kronika Francji Simona Marmiona (ok. 1450)
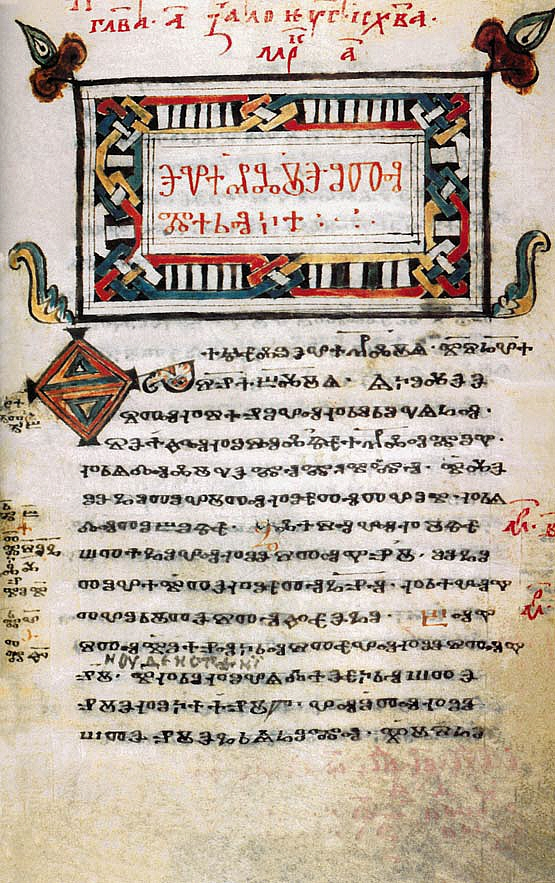
Kodeks Zografski (ok. 1000)